# KWP2000
KWP2000 ist die Abkürzung für Key-Word-Protokoll 2000, welches ein früher weit verbreitetes Diagnose-Protokoll im Umfeld elektronischer Steuergeräte im Automobilbereich war. Definiert ist dieses Protokoll in der ISO 14230. Neben der reinen Diagnosefunktionalität (klassisch nur die Abgasdiagnose) bietet ein solches Diagnoseprotokoll unter anderem die Möglichkeit der Reprogrammierung (Flashen), Parametrierung und Codierung von Steuergeräten. Daneben bietet es bestimmte Hilfsmittel für die Arbeit innerhalb von Automobil-Werkstätten (beispielsweise Fehlerspeicher auslesen).
Die Kommunikation zwischen dem Werkstatt-Testgerät und den einzelnen Steuergeräten, die gewöhnlich von vielen verschiedenen Herstellern kommen, wurde mit dem KWP2000 standardisiert, jedoch nicht zwangsläufig herstellerübergreifend wie beim UDS-Protokoll.
Das KWP2000 ist unabhängig vom verwendeten Bussystem, da es die höheren Schichten des OSI-Modells nutzt. Häufig ist der verwendete Bus jedoch der CAN (Schichten 1 und 2 im OSI-Modell).
KWP2000 wird zunehmend von UDS abgelöst und ist nur noch für ältere Fahrzeugprojekte relevant.